# Nordlig sjöelefant
Nordlig sjöelefant (Mirounga angustirostris) är en av två arter i släktet sjöelefanter som tillhör familjen öronlösa sälar. Den vistas största delen av sitt liv i nordöstra Stilla havet, intill Nordamerikas kustlinje från halvön Baja California över södra Alaska till Aleuterna. Den kommer bara upp på land under en tre månader lång period per år för parning, pälsbyte och för att ta hand om nyfödda ungar. Kolonier på land bildas med vissa undantag vid kustlinjen av Baja California och Kalifornien samt på öar i närheten.
Tillsammans med den sydliga sjöelefanten (Mirounga leonina) är arten en av de största sälarna och samtidigt ett av de största rovdjuren. Hannar kan bli fyra meter långa och väga upp till 2 500 kg. Honor är betydligt mindre, med en kroppslängd upp till tre meter och en vikt mellan 600 och 800 kg. Den nordliga sjöelefanten äter främst fiskar och bläckfiskar. Arten jagas själv av späckhuggaren (Orcinus orca) och vithajen (Carcharodon carcharias).
Arten utsattes under 1800-talet för intensiv jakt och utrotades nästan. I början av 1900-talet fridlystes den nordliga sjöelefanten i Mexiko och Förenta staterna, varefter beståndet återhämtade sig. Hela populationen uppskattas till 170 000 individer och arten räknas inte längre som hotad.

## Utseende
Hannar är vanligen mellan 3,80 och 4,10 meter långa och omkring 1 800 kg tunga. Stora individer kan bli 4,20 meter långa och väga så mycket som 2 500 kg. Vikten varierar kraftigt under året. Hannarna är som tyngst under senhösten, då de bildar kolonier efter att ha ägnat mycket tid åt att söka föda under sommar och tidig höst. De kan tappa hälften av sin vikt under den period av året som tillbringas i kolonier.
Honor är med en genomsnittlig kroppslängd av 2,80 till 3,00 meter och en genomsnittlig vikt av 600 till 800 kg betydligt mindre än hannarna. Honornas storlek varierar kraftfullt från individ till individ. De kan tappa hälften av sin vikt under digivningsperioden.
Jämfört med den sydliga sjöelefanten är den nordliga arten något mindre och storleksskillnaden mellan könen är inte lika markant. Däremot är hannarnas nässäckar större hos den nordliga sjöelefanten. Nässäckarna kan bli upp till 30 cm långa.

## Utbredning och habitat
Utbredningsområdet ligger i nordöstra Stilla havet, längs Nordamerikas västra kustlinje. Individerna tillbringar cirka 90 procent av sin tid i vattnet. De vistas bara på land under parningsperioden och under perioden då de tar hand om sina ungar. Kolonier bildas främst på stranden av nordvästra Mexiko, Baja California och norra Kalifornien, samt på öar i samma regioner. Sjöelefanten etablerar gärna kolonier i trakter där kustlinjen består av sand, stenar eller slam. Det finns litet drygt 15 platser med kända kolonier. En av de största kolonierna ligger på Año Nuevo Island, mellan San Francisco och Santa Cruz. Mindre kolonier förekommer längre norrut utmed Oregons, Washingtons och British Columbias kustlinjer.

## Ekologi
Den nordliga sjöelefanten vistas bara tillfälligt vid vattenytan. Den tillbringar 80 till 90 procent av sin tid under vatten. Dykningar sker i genomsnitt till mellan 500 och 600 meters. Sjöelefanten kan dyka så djupt som 1 500 meter och kan stanna under vatten i mellan 20 och 70 minuter.  Bortsett från de perioder som tillbringas på land lever den nordliga sjöelefanten ensam. Hannar och honor jagar oberoende av varandra.
Sjöelefanten kommer upp på land vid två tillfällen under året. Det första tillfället inträffar under perioden december - mars då parning sker och ungar föds och växer upp. Det andra tillfället, vid vilket sjöelefanten byter päls, kan inträffa vid olika tider på året beroende på individens ålder och kön. Annars simmar de i nordöstra Stilla havet och Alaskagolfen. Hannar vandrar allmänt längre åt norr och väst. Enstaka individer har iakttagits så långt västerut som Japan och Midwayöarna.

### Föda
Födan utgörs främst av benfiskar och bläckfiskar samt av broskfiskar som mindre hajar eller rockor. Under jakten dyker hannar vanligen ner till havets botten och vistas nära grunden. Honor hittar sin föda vanligen i det öppna havet (pelagial) och de besöker grunden bara tillfällig. Därför är hannarnas huvudföda hajar och rockor som lever nära havets botten medan honor främst fångar bläckfiskar som simmar i det öppna vattnet. För närvarande pågår undersökningar om den differerande sammansättningen av födan är orsaken till könens olika storlek.
Under tiden när nordliga sjöelefanter nästan uteslutande vistas på land äter de ingenting. De lever från sina fettreserver som de skapade innan.
Sötvatten får de bara från födan och de har speciella fysiologiska egenskaper som minskar deras vattenförlust avsevärd. Till exempel har deras urin en mycket hög koncentration.

### Fortplantning
Hannar anländer under december till kolonin och strider då om en plats i hierarkin. Dominanta hannar placerar sig i kolonins centrum och när honorna anländer bildar dessa hanar stora grupper med honor. Mindre framgångsrika hannar trängs till kolonins kanter. Parningen sker främst under februari. Ibland försöker hannar para sig med honor från en annan grupp. Dessa tillfällen resulterar ofta i häftiga strider mellan hannarna som i striden kan råka döda redan födda ungar.
Före kopulationen lägger hannen en framfena över honan och biter i honans nacke. Om honan motsätter sig lägger hannen hela sin tunga kropp på honan så att hon inte kan röra sig. I 95 procent av tillfällen blir honor dräktiga varje år.
Efter dräktigheten som varar ungefär elva månader föder honan ett enda ungdjur. Ungdjur är vid födelsen ungefär 125cm långa och 30 till 40 kg tunga. De har vid tidpunkten en ullig päls (lanugo) som de tappar efter 4 till 5 veckor. Sedan får de den korta pälsen som är typisk för vuxna individer.
Digivningstiden varar i cirka 25 dagar och sedan lämnar de vuxna djuren kolonin. Ungdjur stannar fram till april eller maj på land. Könsmognaden infaller för honor efter cirka två år och för hannar först efter sju år. Hannar blir i genomsnitt upp till 14 år och honornas vanligtvis upp till 21 år.

### Predatorer
Artens största naturliga fiender utgörs främst av späckhuggaren samt av stora hajar som vithajen. Vithajen vistas ofta i havet väster om Kalifornien på grund av de stora sälkolonierna. Den jagar främst ett år gamla sjöelefanter innan de når kolonin. Hajen simmar på ett djup av sju till tio meter och attackerar sälar som simmar vid vattenytan från undersidan.
Då späckhuggare och hajar oftast vistas i de övre vattenskikten inte långt från kusten simmar sjöelefanter av hankön till grunden och sjöelefanter av honkön till det öppna havet för att undvika angrepp.

## Systematik
Theodore Gill som var först med att vetenskapligt beskriva den nordliga sjöelefanten gav arten namnet Macrorhinus angustirostris. John Edward Gray hade redan 1827 beskrivit den sydliga sjöelefanten under släktnamnet Mirounga. Trots detta valde Gray 1871 ett något omvandlad släktnamn för den nordliga arten, Morunga. Wilhelm Peters antog 1875 ett nära släktskap mellan nordlig sjöelefant och klappmytsen (Cystophora cristata) och sammanförde båda arter i släktet Cystophora. Den amerikanska zoologen Daniel Giraud Elliot var 1904 den första som placerade den nordliga och den sydliga sjöelefanten i samma släkte. Lionel Walter Rothschild betraktade den sydliga sjöelefanten som en underart till den nordliga så att den senare fick beteckningen M. leonina leonina.
Släktet Mirounga tillhör familjen öronlösa sälar men den systematiska relationen mellan sjöelefanterna och andra familjemedlemmar är inte helt utredd. Judith King uppställde 1983 teorin att sjöelefanter är närmast släkt med munksälar (Monachus) och att båda släkten är de ursprungligaste öronlösa sälar. En morfologisk studie av Bininda-Emonds och Russell (1996) fann ingen bekräftelse för första delen av teorin men de stödde hypotesen att sjöelefanter är en basal grupp inom familjen.
Släktnamnet Mirounga kommer från ordet "miouroung" som betecknar den sydliga sjöelefanten i ett aboriginerspråk. Artepitet angustirostris kommer från latin för "smal" och "nos".

## Beståndsutveckling och status
Den nordliga sjöelefanten utpekades under början av 1800-talet som oljekälla då en vuxen hanne gav upp till 325 liter tran. Slakten ökade kraftigt under den kaliforniska guldrushen och under 1860-talet dödades uppskattningsvis 250 000 individer. Arten ansågs vid två tillfällen som utdöd men efter upptäckten av undangömda kolonier började jakten på nytt. Först vid tredje gången när bara en liten koloni på den mexikanska Guadalupeön återstod inrättades laglig skydd för arten.
Beståndet återhämtade sig och kolonierna kom under 1930-talet tillbaka till de kaliforniska Channel Islands samt under 1970-talet till fastlandet och Farallonöarna framför San Francisco. Under början av 1990-talet uppskattades hela populationen med 127 000 individer.
Då beståndet fortsätter att öka och människans jakt är inställd listas den nordliga sjöelefanten av IUCN som livskraftig (LC).

## Galleri

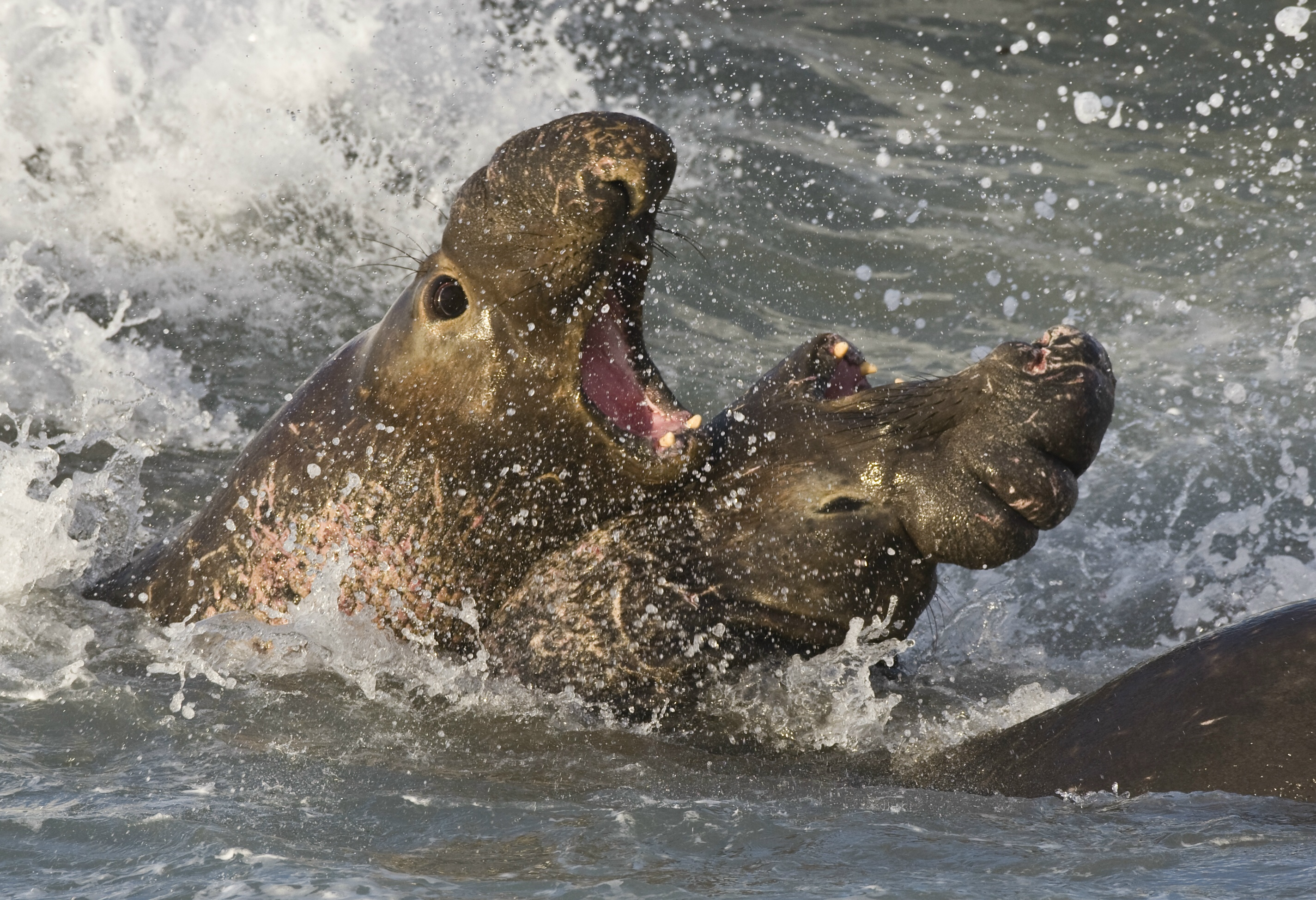
Stridande hannar.
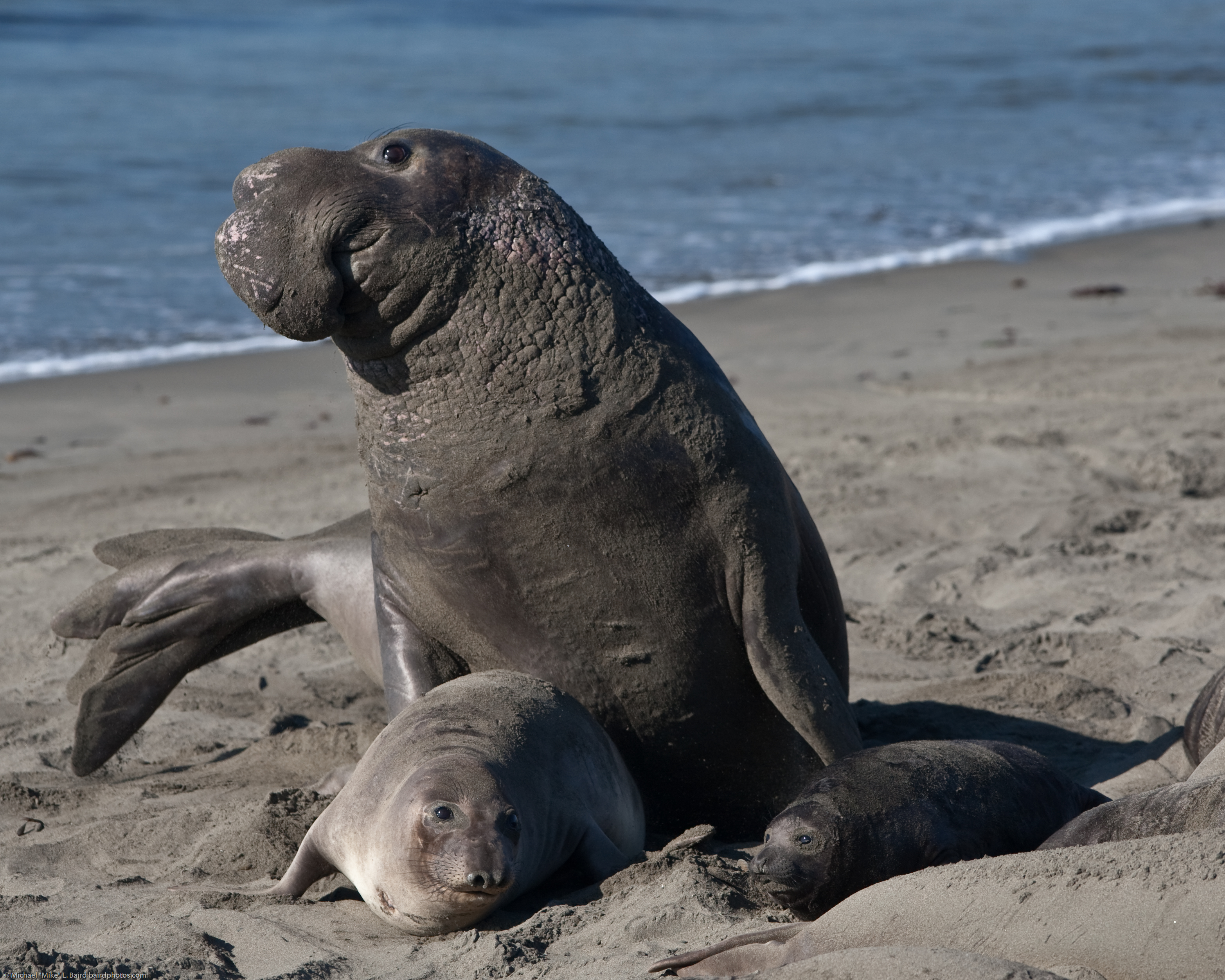
Parningen samt ett ungdjur från förra året.
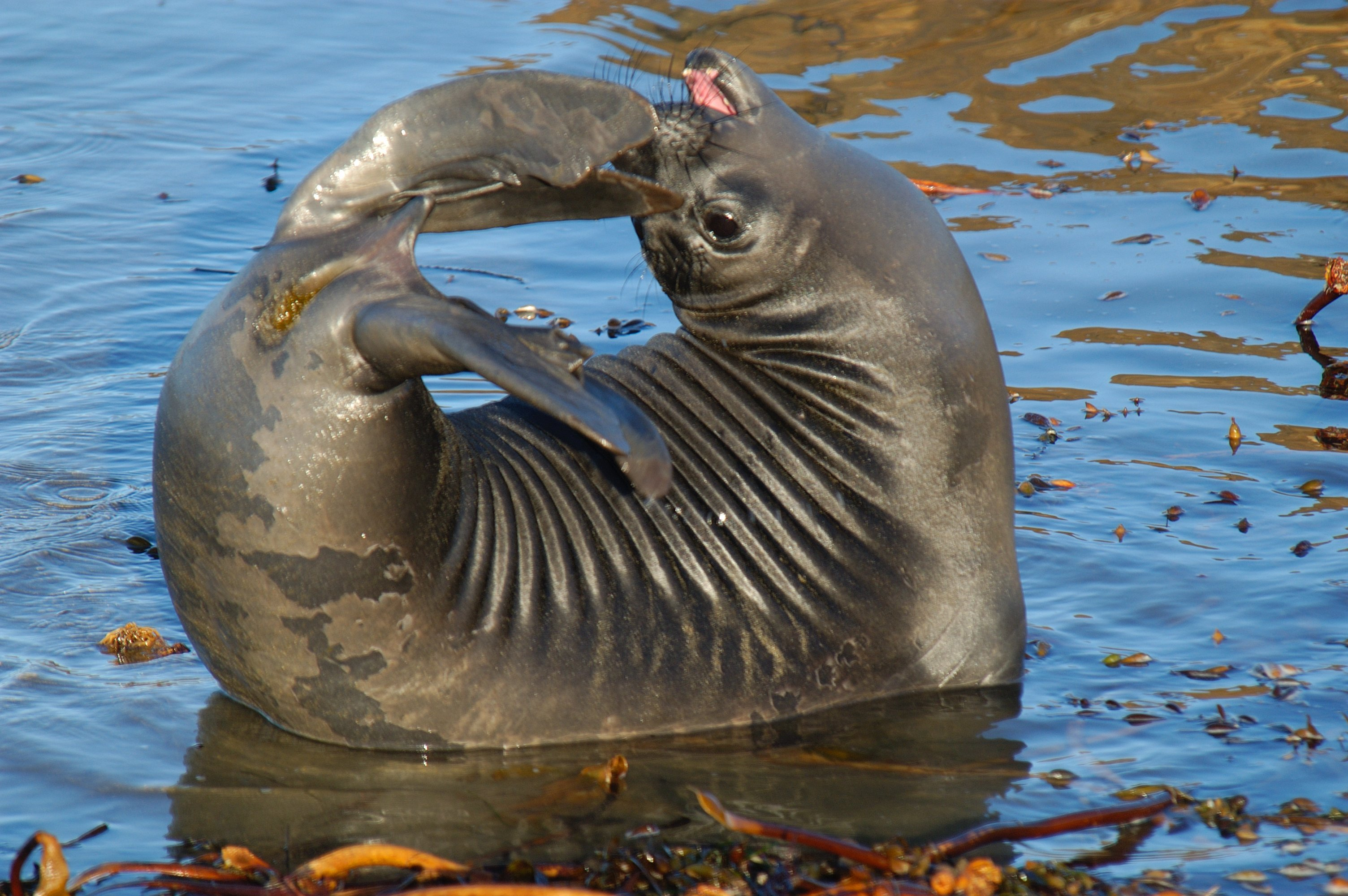
Akrobatiskt ungdjur.
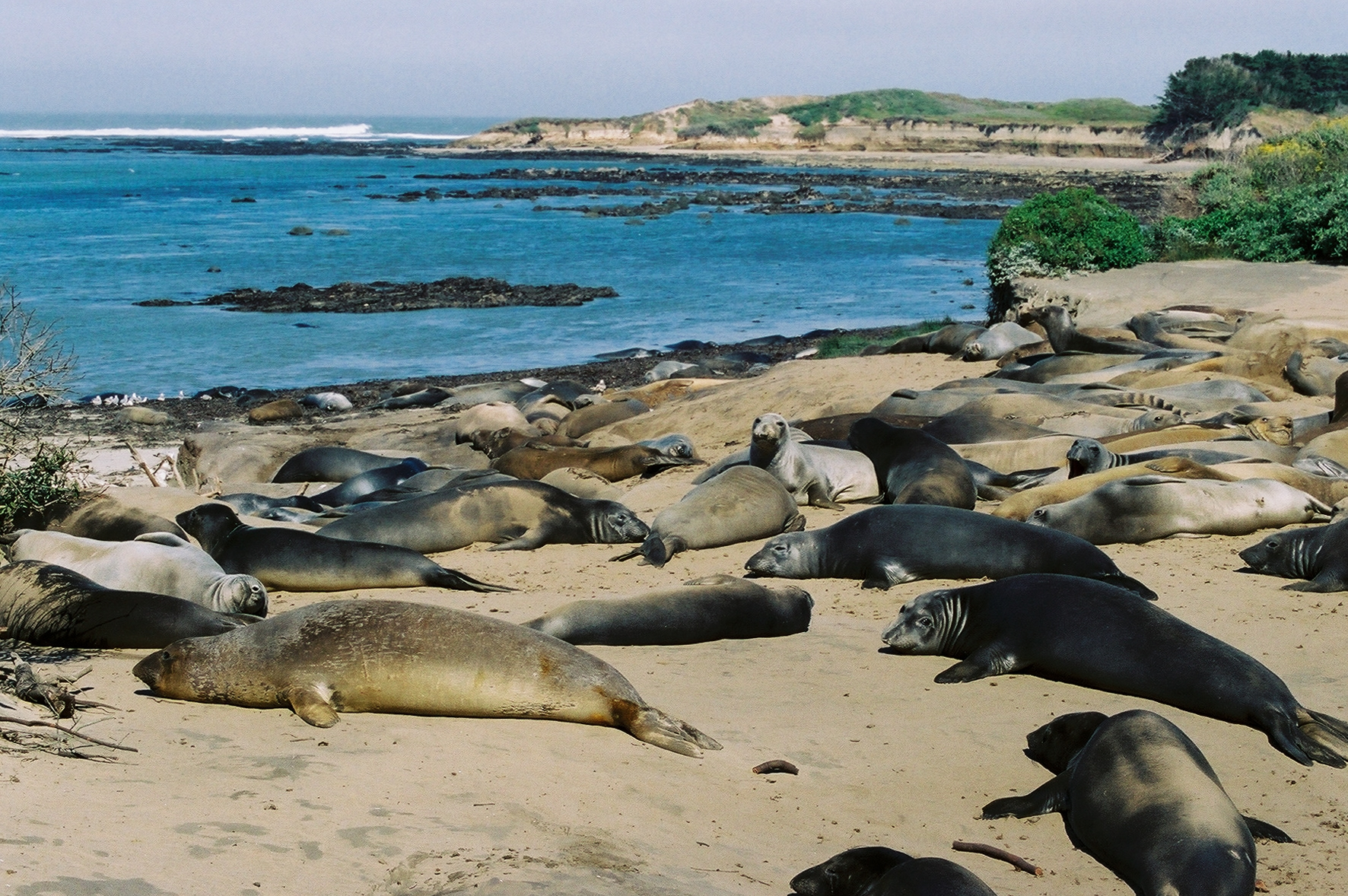
Delar av en koloni.